# طقم إنترنت

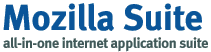
مجموعة انترنت

طقم إنترنت هو طقم برامج متعلقة بإنترنت. تتضمن أطقم إنترنت عادةً متصفح وب، وعميل بريد إلكتروني، ومدير تنزيل ملفات، ومحرر HTML، وعميل آي.آر.سي.

## أمثلة
- نتسكيب
- سي منكي
- أوبرا